# Kotline (Pljevlja)
Pour les articles homonymes, voir Kotline (homonymie).
Kotline (en serbe cyrillique : Котлине) est un village du nord du Monténégro, dans la municipalité de Pljevlja.

## Démographie

### Évolution historique de la population
| 1948 | 1953 | 1961 | 1971 | 1981 | 1991 | 2003 |
| ---- | ---- | ---- | ---- | ---- | ---- | ---- |
| 127  | 216  | 263  | 243  | 134  | 107  | 81   |